# Omar Gonzalez
Omar Alejandro Gonzalez, född 11 oktober 1988 i Dallas, är en amerikansk fotbollsspelare som spelar för New England Revolution i Major League Soccer.

## Klubbkarriär
Gonzalez draftades i den första omgången (3:a totalt) av Los Angeles Galaxy i MLS SuperDraft 2009. Han blev utnämnd till MLS Rookie of the Year under sin första säsong och hjälpte klubben nå MLS Cup 2009, där de förlorade mot Real Salt Lake på straffar.
Under säsongen blev han uttagen i MLS All-Star Game och MLS Best XI samtidigt som Galaxy vann Supporters' Shield för första gången sedan 2002. Säsongen 2011 vann Galaxy återigen Supporters' Shield. De vann även MLS Cup 2011, efter att ha besegrat Houston Dynamo.
Gonzalez lånades i januari 2012 ut till FC Nürnberg. Under sin första träning med klubben slet han av korsbandet i vänstra knät, efter en kollision med landsmannen Timothy Chandler. Han återvände omedelbart till USA för operation.
Den 22 december 2021 värvades Gonzalez av New England Revolution, där han skrev på ett tvåårskontrakt.

## Landslagskarriär
Omar Gonzalez var uttagen i USA:s trupp till fotbolls-VM 2014.